# Pistolet sygnałowy wz. 78
Pistolet sygnałowy wz. 78 – pistolet sygnałowy kal. 26 mm, konstrukcji polskiej, z okresu lat 70. XX wieku. 
Na początku lat 70. XX wieku inż. Bohdan Szpaderski i inż. Krzysztof Styczyński opracowali nowy wzór pistoletu sygnałowego. Zastąpił on używane dotychczas pistolety sygnałowe wz. 1944. Poza Wojskiem Polskim pistolet sygnałowy wz. 78 był używany przez Milicję Obywatelską.
Zasadniczym przeznaczeniem broni było miotanie pocisków oświetlających i sygnałowych, ale na potrzeby MO opracowano także nabój NPŁ-26 (Nabój Pistoletowy Łzawiący) elaborowany gazem łzawiącym.
W drugiej połowie lat 70. powstał prototyp RWGŁ-2, czyli granatnika policyjnego przeznaczonego do miotania granatów łzawiących. RWGŁ-2 był standardowym pistoletem sygnałowym wz. 78 wyposażonym w garłacz przeznaczony do miotania granatów UGŁ-200 i miał zastąpić RWGŁ-1. Testy wykazały, że RWGŁ-2 ma niską szybkostrzelność praktyczną i trudny do opanowania odrzut. Dlatego z produkcji seryjnej RWGŁ-2 zrezygnowano.

## Opis konstrukcji
Pistolet posiada kurkowy mechanizm spustowo-uderzeniowy. Stała iglica jest osadzona w kurku. Lufa o gładkim przewodzie jest osadzona w szkielecie obrotowo. Jest ona utrzymywana w położeniu zamkniętym przez zwalniacz lufy. Odciągnięcie zwalniacza powoduje „złamanie” lufy. Umożliwia to usunięcie pustej łuski i załadowanie nowego naboju. Do czyszczenia i konserwacji się go nie rozkłada.